# Winnertzia orientalis
Winnertzia orientalis är en tvåvingeart som beskrevs av Grover 1971. Winnertzia orientalis ingår i släktet Winnertzia och familjen gallmyggor. Inga underarter finns listade i Catalogue of Life.